# 阿尔多
阿尔多（有时称作，这个名称可能为“阿尔达巴斯特斯”的缩写，约720/721年卒）是西哥特王国最后一位有明确记载的君主，他的统治约从713或714年继位至其逝世为止。当他继位时，这个曾纵横伊比利亚半岛的日耳曼人王国现已山河破碎——塔里克·伊本·齐亚德率领的伍麦耶王朝大军在此前三年在伊比利亚的征伐让他只能退至塞普提曼尼亚与今加泰罗尼亚一隅。
这位末代君主的生平几乎湮没于历史尘埃，仅存于一份西哥特王表，该年表记载其统治七年。716年，阿拉伯铁骑越过比利牛斯山，攻入西哥特最后的领地纳博讷西斯。而此后的三年间，阿尔多或许仍在残破的国土上组织抵抗。当纳博讷城于719年陷落后，他很可能如前任国王阿吉拉二世般战死沙场，为这个存续两个半世纪的蛮族王国画上悲壮的句号。

阿拉伯征服伊比利亚半岛和收复失地运动的开始

不过，若将阿尔多与文献中的“阿尔达巴斯特斯”（Ardobastus）视为同一人，则存在另一种可能：他在阿拉伯征服后幸存，并以“安达卢西亚基督徒伯爵”身份与阿拉伯征服者达成协议。这一头衔后来成为安达卢西亚基督徒社群的代表符号，并且至少延续至十世纪。历任持有者包括提奥杜尔夫之子拉比、阿尔达巴斯特斯后裔阿布·赛义德·库米斯，以及卢布之子穆阿维叶等。这些记载虽如残片，却暗示着西哥特遗民在伊斯兰统治下的曲折生存——在哥特的国王沉寂后，哥特文明会以另一种方式延续。
而就在他的统治时期，伊比利亚半岛另一侧的一位西哥特贵族佩拉约，在阿斯图里亚斯王国举起了收复失地运动的大旗，并在科瓦东加战役开启了七百年之久的再征服征程。